# Oskar Lycke
Nils Oskar Lycke, född 20 mars 1877 i Sundsvall, död 14 maj 1927 i Sundsvall, var en svensk målare, grafiker och skulptör.

Han var son till skräddaren Nils Lycke och Christina Elisabet Lindgren. Lycke var som konstnär autodidakt och bedrev självstudier under resor till Amerika. Tillsammans med Bror Hillgren ställde han ut i Bollnäs 1909 och tillsammans med Gustaf Fjæstad och Rikard Lindström i Helsingborg 1917. Separat ställde han ut i Göteborg 1910. Hans konst består av ett stort antal norrländska landskapsmålningar med motiv från Indalsälven och Ångermanälven gärna i vinterskrud och med norrsken och solnedgångar i olja samt en serie med etsningar. I Sundsvall visades en minnesutställning med Lyckes konst 1928.   

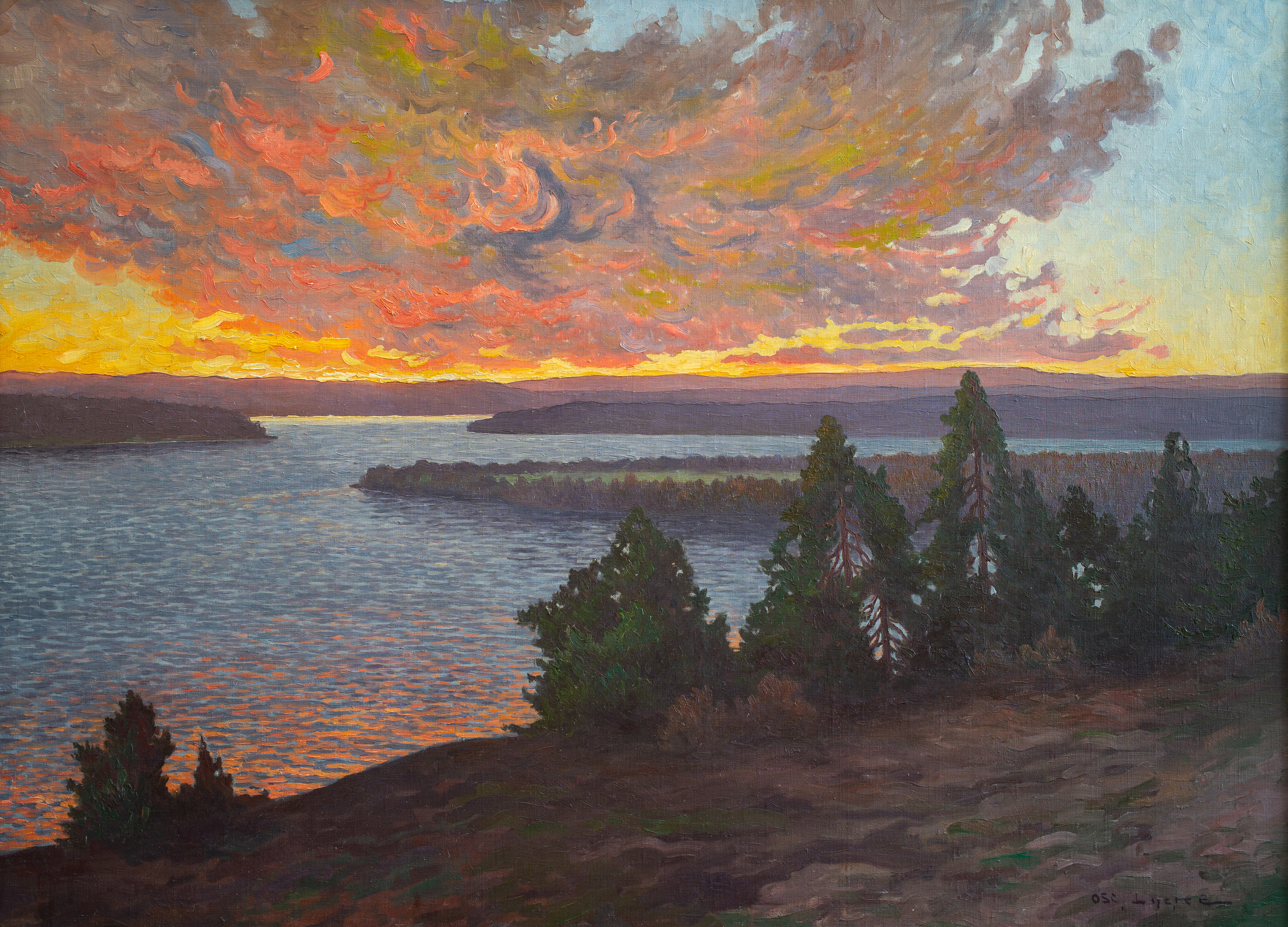
Höstkväll i Hälsingland, c.1920
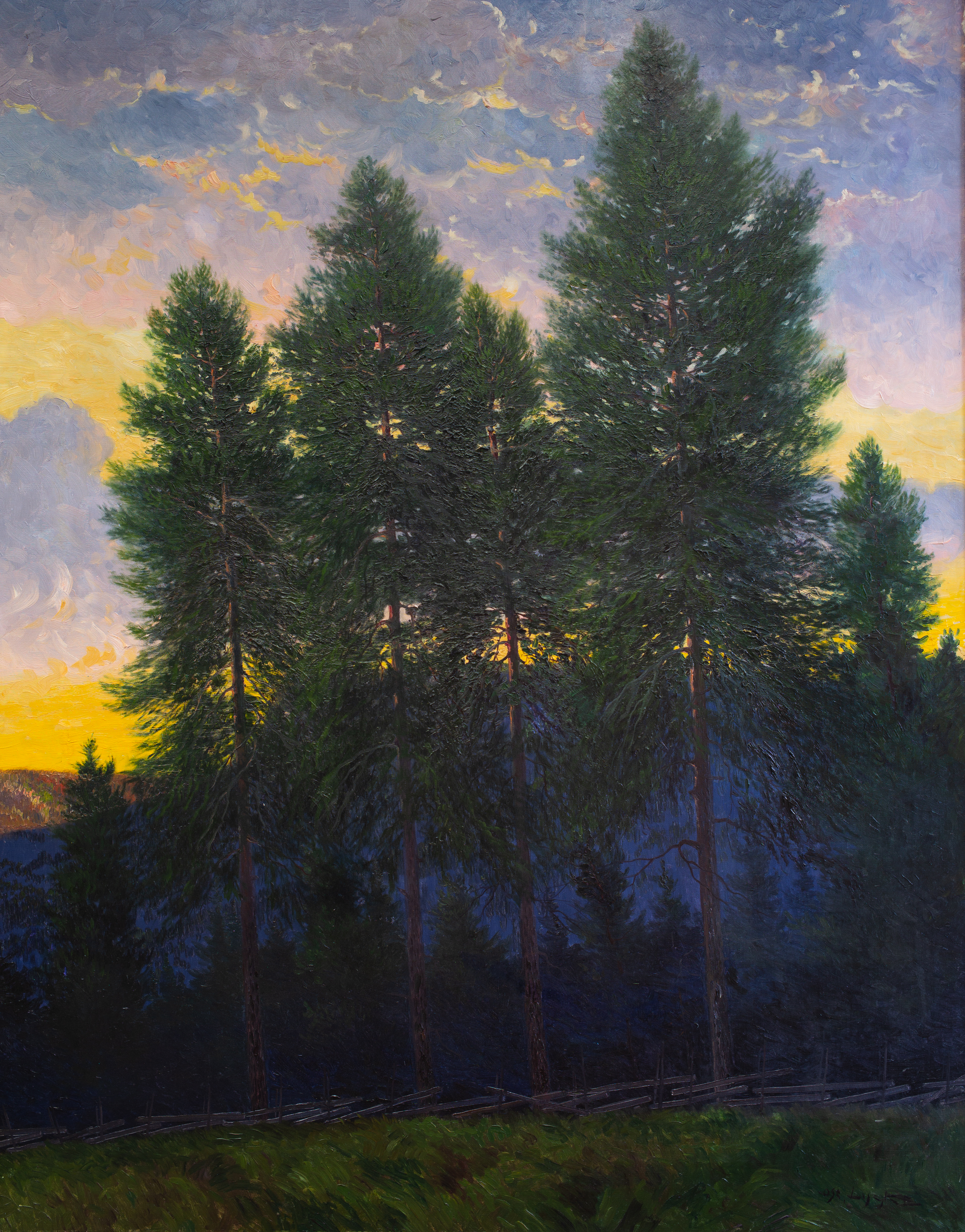
Furor i Solnedgång, Liden